# Sanibal Orahovac
Sanibal Orahovac (ur. 12 grudnia 1978 w Titogradzie) – czarnogórski piłkarz grający na pozycji napastnika. W barwach FK Crvena zvezda został mistrzem Serbii i Czarnogóry sezonu 2003/2004. Z tym klubem wywalczył również dwukrotnie Puchar Serbii i Czarnogóry (sezony 2001/2002 i 2003/2004). W sezonie 2006/2007 razem z Karlsruher SC wywalczył awans do Bundesligi.